# Motanhe Shuiku
Motanhe Shuiku (kinesiska: 磨滩河水库) är en reservoar i Kina. Den ligger i provinsen Sichuan, i den sydvästra delen av landet, omkring 160 kilometer sydost om provinshuvudstaden Chengdu. Motanhe Shuiku ligger 391 meter över havet. Arean är 1,1 kvadratkilometer. Omgivningarna runt Motanhe Shuiku är en mosaik av jordbruksmark och naturlig växtlighet. Den sträcker sig 2,7 kilometer i nord-sydlig riktning, och 2,1 kilometer i öst-västlig riktning.
Genomsnittlig årsnederbörd är 1 416 millimeter. Den regnigaste månaden är september, med i genomsnitt 262 mm nederbörd, och den torraste är december, med 15 mm nederbörd.